# Déclaration d'indépendance de la Hongrie
La déclaration d'indépendance de la Hongrie vis-à-vis de la Monarchie des Habsbourg fut proclamée au cours de la Révolution hongroise de 1848.

## Présentation
Elle fut présentée à la Diète en séance à huis clos le 13 avril 1849 par Lajos Kossuth et en séance publique le jour suivant, en dépit de l'opposition politique du parti hongrois pour la paix (hu). La déclaration a été adoptée à l'unanimité le jour suivant,.
Kossuth a lui-même publié la déclaration à la Grande église réformée de Debrecen qui accusait les Habsbourg de crimes.
Dans un discours lors d'un banquet devant la Corporation of New York, Kossuth pressa les États-Unis de reconnaitre l'indépendance hongroise.

## Sources complémentaires
- (en) Henry Walter De Puy, Kossuth and his generals : with a brief history of Hungary; select speeches of Kossuth; etc, Buffalo, Phinney, 1852, p. 202-225 : texte intégral de la déclaration d'indépendance, traduit en anglais.